# 林肯縣 (密蘇里州)
林肯縣（英語：Lincoln County）是美国密蘇里州東部的一個縣，東隔密西西比河與伊利诺伊州相望，面積1,659平方公里。根據2020年美國人口普查，共有人口59,574人。縣治特洛伊。該縣成立於1818年12月14日，縣名紀念美國獨立戰爭將領本傑明·林肯（Benjamin Lincoln）。